# Liên hoan phim Cannes 2009
Liên hoan phim Cannes lần thứ 62 diễn ra từ ngày 13 tháng 5 tới 24 tháng 5 năm 2009. Nữ diễn viên người Pháp Isabelle Huppert là Trưởng ban giám khảo giải Cành cọ vàng. 20 bộ phim từ 13 quốc gia đã được lựa chọn để tranh giải Cành cọ vàng. Kết quả trao giải được công bố vào ngày 23 tháng 5. Tác phẩm The White Ribbon (Das weiße Band) do Michael Haneke làm đạo diễn đã giật giải Cành cọ.
Liên hoan phim khai mạc với bộ phim Vút bay của Pixar, do Pete Docter và Bob Peterson làm đạo diễn, đánh dấu lần đầu tiên một bộ phim hoạt hình hoặc phim 3-D chiếu khai mạc liên hoan. Sự kiện khép lại với buổi chiếu phim Coco Chanel & Igor Stravinsky do Jan Kounen làm đạo diễn.
Đạo diễn người Mỹ Clint Eastwood trở thành chủ nhân thứ hai của Cành cọ vàng danh dự, giải thưởng dành cho những vị đạo diễn đã tạo nên những tác phẩm gây dấu ấn đáng kể song chưa một lần thắng Cành cọ vàng.

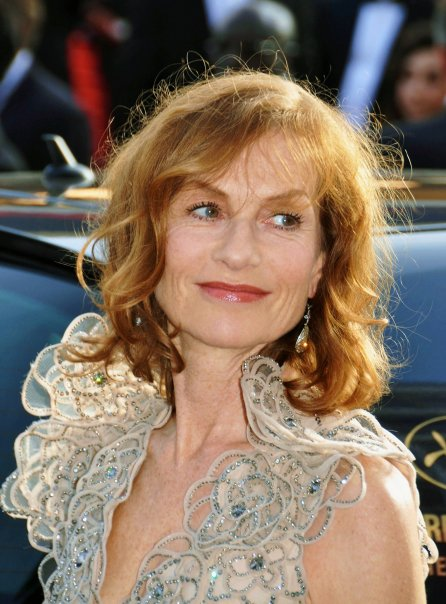
Isabelle Huppert, Trưởng ban giám khảo hạng mục tranh cử chính 2009

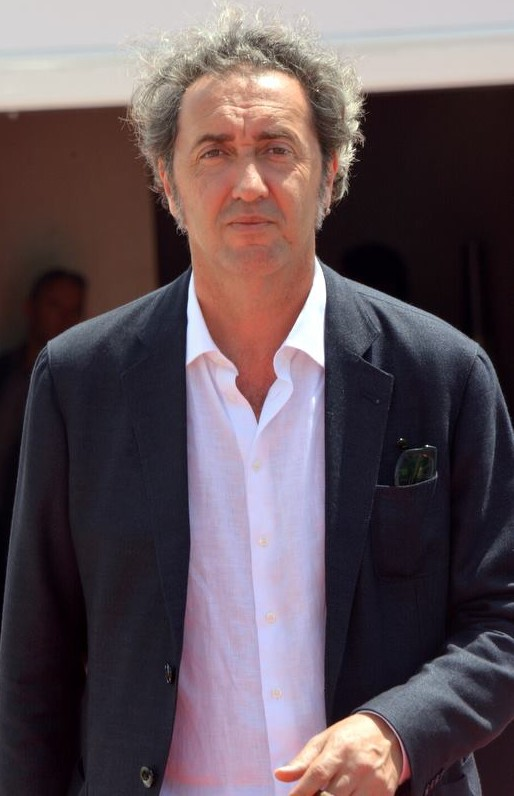
Paolo Sorrentino, Trưởng ban giám khảo hạng mục Un Certain Regard 2009

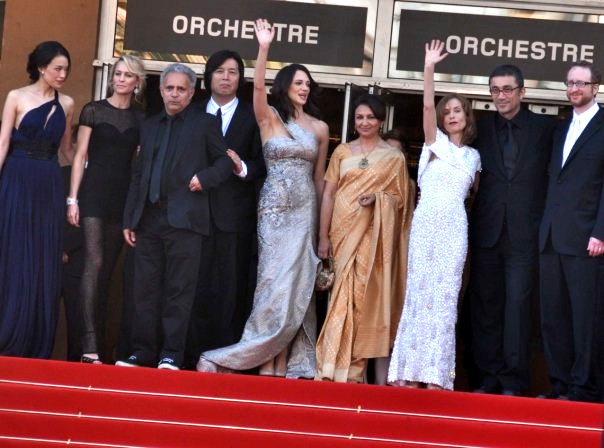
Các thành viên trong ban giám khảo Cành cọ vàng.

## Giám khảo

### Tranh cử chính
Dưới đây là những nhân vật được bổ nhiệm vào ban giám khảo cho các phim điện ảnh tranh giải chính ở Liên hoan năm 2009:
- Isabelle Huppert (nữ diễn viên người Pháp), Trưởng ban giám khảo
- Asia Argento (nữ diễn viên người Ý)
- Nuri Bilge Ceylan (đạo diễn người Thổ Nhĩ Kỳ)
- Lee Chang-dong (đạo diễn người Hàn Quốc)
- James Gray (đạo diễn người Mỹ)
- Hanif Kureishi (nhà biên kịch người Anh)
- Thư Kỳ (nữ diễn viên người Đài Loan)
- Robin Wright (nữ diễn viên người Mỹ)
- Sharmila Tagore (nữ diễn viên người Ấn Độ)

### Un Certain Regard
- Paolo Sorrentino (đạo diễn phim điện ảnh người Ý), Trưởng ban giám khảo
- Uma Da Cunha (giám đốc tuyển vai & cố vấn sản xuất người Ấn Độ)[10]
- Julie Gayet (nữ diễn viên & nhà sản xuất điện ảnh người Pháp)
- Piers Handling (đạo diễn người Canada & CEO của TIFF)
- Marit Kapla (nhà báo văn hóa người Thụy Điển)

### Máy quay vàng
- Roschdy Zem (nam diễn viên & nhà làm phim người Pháp), Trưởng ban giám khảo
- Diane Baratier (nhà quay phim người Pháp)
- Olivier Chiavassa (Fédération des Industries Techniques)
- Sandrine Ray (đạo diễn người Pháp)
- Charles Tesson (nhà phê bình)
- Edouard Waintrop (Liên hoan Fribourg)

### Cinéfondation và phim ngắn
- John Boorman (đạo diễn người Anh), Trưởng ban giám khảo
- Bertrand Bonello (đạo diễn người Pháp)
- Férid Boughedir (đạo diễn người Tunisia)
- Leonor Silveira (nữ diễn viên người Bồ Đào Nha)
- Chương Tử Di (người mẫu & nữ diễn viên người Trung Quốc)

## Danh sách phim tranh giải

### Tranh cử chính - Phim điện ảnh
Dưới đây là các bộ phim điện ảnh tranh giải Cành cọ vàng:
| Tựa tiếng Anh                        | Tựa gốc                                        | Đạo diễn          | Quốc gia      |
| ------------------------------------ | ---------------------------------------------- | ----------------- | ------------- |
| Antichrist                           | Antichrist                                     | Lars von Trier    | Đan Mạch      |
| Bright Star                          | Bright Star                                    | Jane Campion      | Liên hiệp Anh |
| Broken Embraces                      | Los abrazos rotos                              | Pedro Almodóvar   | Tây Ban Nha   |
| Butchered                            | Kinatay                                        | Brillante Mendoza | Philippines   |
| Enter the Void                       | Soudain le vide                                | Gaspar Noé        | Pháp          |
| Face                                 | Visage                                         | Thái Minh Lượng   | Đài Loan      |
| Fish Tank                            | Fish Tank                                      | Andrea Arnold     | Liên hiệp Anh |
| Inglourious Basterds                 | Inglourious Basterds                           | Quentin Tarantino | Mỹ            |
| In the Beginning                     | À l'origine                                    | Xavier Giannoli   | Pháp          |
| Looking for Eric                     | Looking for Eric                               | Ken Loach         | Liên hiệp Anh |
| Map of the Sounds of Tokyo           | Mapa de los sonidos de Tokyo                   | Isabel Coixet     | Tây Ban Nha   |
| A Prophet                            | Un prophète                                    | Jacques Audiard   | Pháp          |
| Spring Fever                         | 春风沉醉的晚上 Chūn fēng chén zuì de wǎn shàng | Lâu Diệp          | Trung Quốc    |
| Taking Woodstock                     | Taking Woodstock                               | Lý An             | Mỹ            |
| Thirst                               | 박쥐 Bakjwi                                    | Park Chan-wook    | Hàn Quốc      |
| The Time That Remains (الزمن الباقي) | The Time That Remains (الزمن الباقي)           | Elia Suleiman     | Palestine     |
| Wild Grass                           | Les herbes folles                              | Alain Resnais     | Pháp          |
| Vincere                              | Vincere                                        | Marco Bellocchio  | Ý             |
| Vengeance                            | 復仇 Fuk sau                                   | Đỗ Kỳ Phong       | Hồng Kông     |
| The White Ribbon                     | Das weiße Band                                 | Michael Haneke    | Áo, Đức       |

### Un Certain Regard
Dưới đây là những bộ phim được lựa chọn tranh giải Un Certain Regard:
| Tựa tiếng Anh                   | Tựa gốc                                                                 | Đạo diễn                                                        | Quốc gia    |
| ------------------------------- | ----------------------------------------------------------------------- | --------------------------------------------------------------- | ----------- |
| Adrift                          | À Deriva                                                                | Heitor Dhalia                                                   | Brazil      |
| Air Doll                        | Kūki Ningyō                                                             | Hirokazu Koreeda                                                | Nhật Bản    |
| Dogtooth                        | Κυνόδοντας Kynodontas                                                   | Yorgos Lanthimos                                                | Hy Lạp      |
| Eyes Wide Open                  | עיניים פקוחות Einayim Pkuhot                                            | Haim Tabakman                                                   | Israel      |
| Father of My Children           | Le père de mes enfants                                                  | Mia Hansen-Løve                                                 | Pháp        |
| Independence                    | Independencia                                                           | Raya Martin                                                     | Philippines |
| Irene                           | Irene                                                                   | Alain Cavalier                                                  | Pháp        |
| Mother                          | 마더 Madeo                                                              | Bong Joon-ho                                                    | Hàn Quốc    |
| No One Knows About Persian Cats | کسی از گربه های ایرانی خبر نداره Kasi az gorbehaye irani khabar nadareh | Bahman Ghobadi                                                  | Iran        |
| Nymph                           | Nang Mai                                                                | Pen-Ek Ratanaruang                                              | Thái Lan    |
| Police, Adjective               | Poliţist, Adjectiv                                                      | Corneliu Porumboiu                                              | Romania     |
| Precious                        | Precious: Based on the Novel "Push" by Sapphire                         | Lee Daniels                                                     | Mỹ          |
| Samson and Delilah              | Samson and Delilah                                                      | Warwick Thornton                                                | Úc          |
| The Silent Army                 | Wit Licht                                                               | Jean van de Velde                                               | Hà Lan      |
| Tale in the Darkness            | Skazka pro temnotu                                                      | Nikolay Khomeriki                                               | Nga         |
| Tales from the Golden Age       | Amintiri din epoca de aur                                               | Cristian Mungiu, Hanno Höfer, Constantin Popescu, Ioana Uricaru | Romania     |
| To Die like a Man               | Morrer Como Um Homem                                                    | João Pedro Rodrigues                                            | Bồ Đào Nha  |
| Tomorrow at Dawn                | Demain dès l'aube                                                       | Denis Dercourt                                                  | Pháp        |
| Tsar                            | Царь                                                                    | Pavel Lungin                                                    | Nga         |
| The Wind Journeys               | Los viajes del viento                                                   | Ciro Guerra                                                     | Colombia    |

### Phim không tranh giải
Dưới đây là những bộ phim được lựa chọn trình chiếu song không tranh giải:
| Tựa tiếng Anh                       | Tựa gốc                             | Đạo diễn                       | Quốc gia             |
| ----------------------------------- | ----------------------------------- | ------------------------------ | -------------------- |
| Agora                               | Agora                               | Alejandro Amenábar             | Tây Ban Nha          |
| The Army of Crime                   | L'armée du crime                    | Robert Guédiguian              | Pháp                 |
| Coco Chanel & Igor Stravinsky       | Coco Chanel & Igor Stravinsky       | Jan Kounen                     | Pháp                 |
| Don't Look Back                     | Ne te retourne pas                  | Marina de Van                  | Pháp                 |
| Drag Me to Hell                     | Drag Me to Hell                     | Sam Raimi                      | Mỹ                   |
| The Imaginarium of Doctor Parnassus | The Imaginarium of Doctor Parnassus | Terry Gilliam                  | Liên hiệp Anh        |
| A Town Called Panic                 | Panique au village                  | Stéphane Aubier, Vincent Patar | Bỉ, Luxembourg, Pháp |
| Vút bay                             | Vút bay                             | Pete Docter                    | Mỹ                   |

### Trình chiếu đặc biệt
Dưới đây là những bộ phim được lựa chọn cho phần Trình chiếu đặc biệt:
| Tựa tiếng Anh                            | Tựa gốc                                          | Đạo diễn                     | Quốc gia    |
| ---------------------------------------- | ------------------------------------------------ | ---------------------------- | ----------- |
| Ashes and Blood                          | Cendres et sang                                  | Fanny Ardant                 | Pháp        |
| Jaffa                                    | Jaffa                                            | Keren Yedaya                 | Israel      |
| The Thorn in the Heart                   | L'épine dans le coeur                            | Michel Gondry                | Pháp        |
| Manila                                   | Manila                                           | Adolfo Alix Jr., Raya Martin | Philippines |
| Tell Me Who You Are                      | Min Ye                                           | Souleymane Cissé             | Mali        |
| My Neighbor, My Killer                   | Mon voisin, mon tueur                            | Anne Aghion                  | Pháp        |
| The Eye of the Storm                     | No Meu Lugar                                     | Eduardo Valente              | Brazil      |
| Thượng Phỏng                             | Thượng Phỏng                                     | Triệu Lượng                  | Trung Quốc  |
| Group Portrait With Kids and Motorcycles | Portrait de Groupe Avec Enfants et Motocyclettes | Pierre-William Glenn         | Pháp        |
| A Brand New Life                         | 여행자 Yeo-haeng-ja                              | Ounie Lecomte                | Hàn Quốc    |

### Cinéfondation
Dưới đây là những bộ phim ngắn tham gia tranh giải Cinéfondation:
| Tựa tiếng Anh               | Tựa gốc                 | Đạo diễn            | Trường                                             |
| --------------------------- | ----------------------- | ------------------- | -------------------------------------------------- |
| #1                          | #1                      | Noamir Castéra      | ENSAV La Cambre, Bỉ                                |
| Bába                        | Bába                    | Zuzana Kirchnerová  | FAMU, Cộng hòa Séc                                 |
| The Boxer                   | El boxeador             | Juan Ignacio Pollio | Universidad del Cine, Argentina                    |
| By the Grace of God         | By the Grace of God     | Ralitza Petrova     | NFTS, Liên hiệp Anh                                |
| Chapa                       | Chapa                   | Thiago Ricarte      | FAAP, Brazil                                       |
| Diploma                     | Diploma                 | Yaelle Kayam        | Trường điện ảnh và truyền hình Sam Spiegel, Israel |
| Don't Step Out of the House | 남매의 집 Nammae Ui Jip | Jo Sung-hee         | Học viện nghệ thuật điện ảnh Triều Tiên, Hàn Quốc  |
| Goodbye                     | Goodbye                 | Fang Song           | Học viện điện ảnh Bắc Kinh, Trung Quốc             |
| Gutter                      | Gutter                  | Dan Ransom Day      | Đại học New York, Mỹ                               |
| The Horn                    | 뿔 Bbul                 | Yim Kyung-dong      | Trường nghệ thuật Kaywon, Hàn Quốc                 |
| Kasia                       | Kasia                   | Elisabet Llado      | IAD, Bỉ                                            |
| The Naturalist              | Il Naturalista          | Giulia Barbera      | Centro Sperimentale di Cinematografia, Ý           |
| The Setback                 | Le Contretemps          | Dominique Baumard   | La fémis, Pháp                                     |
| Significant Others          | Malzonkowie             | Dara Van Dusen      | PWSFTViT, Ba Lan                                   |
| Segal                       | Segal                   | Yuval Shani         | Đại học Tel-Aviv, Israel                           |
| The Sylpphid                | Sylfidden               | Dorte Bengtson      | Den Danske Filmskole, Đan Mạch                     |
| Traverser                   | Traverser               | Hugo Frassetto      | La Poudrière, Pháp                                 |

### Phim ngắn
Dưới đây là những bộ phim ngắn tham gia tranh giải Cành cọ vàng cho phim ngắn:
| Tựa tiếng Anh               | Tựa gốc                  | Đạo diễn                        | Quốc gia      |
| --------------------------- | ------------------------ | ------------------------------- | ------------- |
| After Tomorrow              | After Tomorrow           | Emma Sullivan                   | Liên hiệp Anh |
| Arena                       | Arena                    | João Salaviza                   | Bồ Đào Nha    |
| Ciao mama                   | Ciao mama                | Goran Odvorcic                  | Croatia       |
| Lars and Peter              | Lars og Peter            | Daniel Borgman                  | Đan Mạch      |
| The Man in the Blue Gordini | L'Homme À la Gordini     | Jean-Christophe Lie             | Pháp          |
| Missing                     | Missen                   | Jochem de Vries                 | Hà Lan        |
| Silence                     | Klusums                  | Laila Pakalniņa                 | Latvia        |
| The Six Dollar Fifty Man    | The Six Dollar Fifty Man | Mark Albiston, Louis Sutherland | New Zealand   |
| Worstward Ho                | Rumbo a Peor             | Àlex Brendemühl                 | Tây Ban Nha   |

### Cannes Classics
Hạng mục Cannes Classics là nơi ghi điểm nhấn trong các bộ phim tài liệu về điện ảnh và phục chế các tác phẩm từ quá khứ.
| Tựa tiếng Anh                                        | Tựa gốc                                                 | Đạo diễn                                                                                                 | Quốc gia      |
| ---------------------------------------------------- | ------------------------------------------------------- | --- | ------------- |
| Phim tài liệu về điện ảnh                            |                                                         | |               |
| Two of the New Wave                                  | Deux de la Vague                                        | Emmanuel Laurent                                                                                         | Pháp          |
| Henri-Georges Clouzot's Inferno                      | Henri-Georges Clouzot's Inferno                         | Serge Bromberg, Ruxandra Medrea                                                                          | Pháp          |
| Images from the Playground                           | Bilder från lekstugan                                   | Stig Björkman                                                                                            | Thụy Điển     |
| Pietro Germi - The Good, the Beautiful and the Brave | Pietro Germi - Il bravo, il bello, il cattivo           | Claudio Bondi                                                                                            | Ý             |
| Phim phục chế                                        |                                                         | |               |
| The 400 Blows (1959)                                 | Les quatre cents coups                                  | François Truffaut                                                                                        | Pháp          |
| Accident (1967)                                      | Accident (1967)                                         | Joseph Losey                                                                                             | Liên hiệp Anh |
| The Adventure (1960)                                 | L'Avventura                                             | Michelangelo Antonioni                                                                                   | Pháp, Ý       |
| The Birds, the Bees and the Italians (1966)          | Signore & signori                                       | Pietro Germi                                                                                             | Ý             |
| A Brighter Summer Day (1991)                         | 牯嶺街少年殺人事件 / Gǔlǐng jiē shàonián shārén shìjiàn | Dương Đức Xương                                                                                          | Đài Loan      |
| Eyes Without a Face (1960)                           | Les yeux sans visage                                    | Georges Franju                                                                                           | Pháp          |
| Far from Vietnam (1967)                              | Loin du Vietnam                                         | Chris Marker, Joris Ivens, Claude Lelouch, Jean-Luc Godard, William Klein, Agnès Varda and Alain Resnais | Pháp          |
| God Does Not Believe in Us Any More (1982)           | An uns glaubt Gott nicht mehr                           | Axel Corti                                                                                               | Áo, Tây Đức   |
| The Housemaid (1960)                                 | 하녀 / Hanyeo                                           | Kim Ki-young                                                                                             | Hàn Quốc      |
| The Molly Maguires (1970)                            | The Molly Maguires (1970)                               | Martin Ritt                                                                                              | Mỹ            |
| Monsieur Hulot's Holiday (1953)                      | Les vacances de Monsieur Hulot                          | Jacques Tati                                                                                             | Pháp          |
| The Night of Counting the Years (1969)               | Al-Momia                                                | Shadi Abdel Salam                                                                                        | Ai Cập        |
| Once Upon a Time... the Revolution (1971)            | Giù la testa                                            | Sergio Leone                                                                                             | Ý             |
| Pierrot le fou (1965)                                | Pierrot le fou (1965)                                   | Jean-Luc Godard                                                                                          | Pháp          |
| The Red Shoes (1948)                                 | The Red Shoes (1948)                                    | Michael Powell, Emeric Pressburger                                                                       | Liên hiệp Anh |
| Victim (1961)                                        | Victim (1961)                                           | Basil Dearden                                                                                            | Liên hiệp Anh |
| Wake in Fright (1971)                                | Wake in Fright (1971)                                   | Ted Kotcheff                                                                                             | Úc            |
| The Wave (1936)                                      | Redes                                                   | Emilio Gómez Muriel, Fred Zinnemann                                                                      | Mexico        |

### Cinéma de la Plage
Hạng mục Cinéma de la Plage là một phần trong danh sách phim tranh cử chính thức. Những buổi chiếu ngoài trời tại biển điện ảnh đã mở cửa chào đón khách.
| Tựa tiếng Anh                                   | Tựa gốc                                         | Đạo diễn                    | Quốc gia                |
| ----------------------------------------------- | ----------------------------------------------- | --------------------------- | ----------------------- |
| Lawrence xứ Ả Rập (1962)                        | Lawrence xứ Ả Rập (1962)                        | David Lean                  | Liên hiệp Anh, Mỹ       |
| Neil Young Trunk Show (2008)                    | Neil Young Trunk Show (2008)                    | Jonathan Demme              | Mỹ                      |
| Pink Floyd – The Wall (1982)                    | Pink Floyd – The Wall (1982)                    | Alan Parker                 | Liên hiệp Anh           |
| Soundtrack for a Revolution (2009)              | Soundtrack for a Revolution (2009)              | Dan Sturman, Bill Guttentag | Liên hiệp Anh, Mỹ, Pháp |
| Tengri: Blue Heavens (2008)                     | Tengri, le bleu du ciel                         | Marie-Jaoul de Poncheville  | Đức, Kyrgyzstan, Pháp   |
| Total Balalaika Show (1993)                     | Total Balalaika Show (1993)                     | Aki Kaurismäki              | Phàn Lan, Thụy Điển     |
| Wattstax (1972)                                 | Wattstax (1972)                                 | Mel Stuart                  | Mỹ                      |
| Ziggy Stardust and the Spiders from Mars (1973) | Ziggy Stardust and the Spiders from Mars (1973) | D. A. Pennebaker            | Liên hiệp Anh           |

## Kết quả

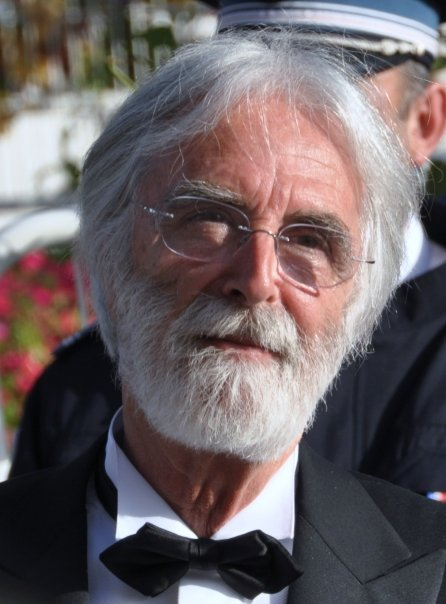
Michael Haneke, quán quân Cành cọ vàng 2009

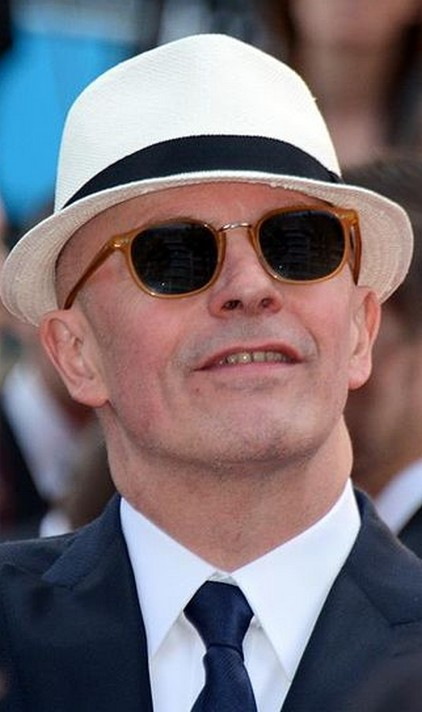
Jacques Audiard, quán quân Giải thưởng lớn 2009

### Giải chính thức
Dưới đây là những bộ phim và nhân vật nhận giải chính thức từ Liên hoan 2009:
- Cành cọ vàng: The White Ribbon (Das weiße Band) của Michael Haneke
- Giải thưởng lớn: A Prophet (Un prophète) của Jacques Audiard
- Đạo diễn xuất sắc nhất: Brillante Mendoza cho phim Kinatay
- Kịch bản hay nhất: Mai Phong cho phim Xuân phong trầm túy đích dạ hoàng
- Nữ diễn viên xuất sắc nhất: Charlotte Gainsbourg cho phim Antichrist
- Nam diễn viên xuất sắc nhất: Christoph Waltz cho phim Inglourious Basterds
- Giải của Ban Giám khảo:
  - Thirst (Bakjwi) của Park Chan-wook
  - Fish Tank của Andrea Arnold
- Giải thành tựu trọn đời cho công việc của mình: Alain Resnais

Un Certain Regard
- Prix Un Certain Regard: Dogtooth (Kynodontas) của Yorgos Lanthimos
- Giải ban giám khảo Un Certain Regard: Police, Adjective (Politist, Adjectiv) by Corneliu Porumboiu
- Giải đặc biệt của giám khảo Un Certain Regard:
  - No One Knows About Persian Cats (Kasi as gorbehaie Irani khabar nadare) của Bahman Ghobadi
  - Father of My Children (Le père de mes enfants) của Mia Hansen-Løve

Cinéfondation
- Giải nhất: Bába của Zuzana Kirchnerová
- Giải nhì: Goodbye của Fang Song
- Giải ba: Diploma của Yaelle Kayam và Nammae Ui Jip của Jo Sung-hee

Máy quay vàng
- Giải máy quay vàng: Samson and Delilah của Warwick Thornton
- Giải máy quay vàng - Danh hiệu đặc biệt: Ajami by Scandar Copti và Yaron Shani

Phim ngắn
- Cành cọ vàng cho phim ngắn: Arena của João Salaviza
- Phim ngắn danh hiệu đặc biệt: The Six Dollar Fifty Man của Mark Albiston, Louis Sutherland